# Parapsammophila turanica
Parapsammophila turanica là một loài côn trùng cánh màng trong họ Sphecidae, thuộc chi Parapsammophila. Loài này được F. Morawitz miêu tả khoa học đầu tiên năm 1890.